# بابی دارلینگ
بابی دارلینگ (به انگلیسی: Bobby Darling) بازیگر هندی است. او یک زن ترنس است.
از فیلم‌هایی که وی در آن نقش داشته است می‌توان به سوپر مدل اشاره کرد.

## فیلم‌شناسی
فهرست برخی از فیلم‌هایی که بابی دارلینگ در آنها به ایفای نقش پرداخته‌است:
- سوپر مدل
- آنچه دل بخواهد
- ساوان....فصل عاشقی
- من قلبم را به شما دادم
- چقدر باحال هستیم